# San Francisco 49ers 2017
La stagione 2017 dei San Francisco 49ers è stata la 68ª della franchigia nella National Football League, la prima con Kyle Shanahan come capo-allenatore. La squadra ha anche un nuovo general manager, John Lynch, dopo avere terminato la stagione precedente con il secondo peggior record della lega, 2-14, e il licenziamento di Trent Baalke.
Dopo avere perso tutte le prime nove partite, la squadra ha vinto sei delle ultime sette gare. Il motivo di tale improvviso successo è stato in larga parte l'acquisizione del quarterback Jimmy Garoppolo dai New England Patriots il 30 ottobre. In quel momento la squadra aveva un bilancio di 0-8, il peggiore della NFC. Garoppolo ha disputato la prima gara come titolare nel 13º turno contro i Chicago Bears portando la squadra alla vittoria per 15–14. Garoppolo ha disputato come titolare e vinto tutte le ultime cinque gare della stagione dei 49ers, portando il record finale a 6–10, il migliore per la squadra dal 2014. Nel corso di quella striscia di cinque gare, i49ers hanno battuto tre squadre che avrebbero raggiunto i playoff (i Titans, i Jaguars e i Rams). Dal primo al dodicesimo turno i 49ers avevano segnato solo 187 punti (17 a gara). Durante la striscia di cinque vittorie ne hanno segnati 144 (28,8 s gara). San Francisco è stata l'unica squadra imbattuta nel mese di dicembre ed è diventate l'unico club nella storia della NFL a iniziare con un record di 0-9 e a vincere più di tre gare.

## Scelte nel Draft 2017

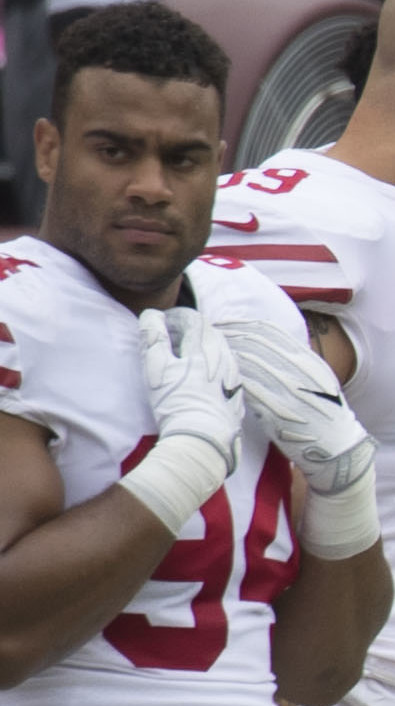
Solomon Thomas fu scelto come terzo assoluto dai 49ers nel Draft 2017

| Scelte dei 49ers nel Draft 2017 |        |                     |       |                |
| Giro                            | Scelta | Giocatore           | Ruolo | College        |
| 1                               | 3      | Solomon Thomas      | DE    | Stanford       |
| 1                               | 31     | Reuben Foster       | LB    | Alabama        |
| 3                               | 66     | Ahkello Witherspoon | CB    | Colorado       |
| 3                               | 104    | C.J. Beathard       | QB    | Iowa           |
| 4                               | 121    | Joe Williams        | RB    | Utah           |
| 5                               | 146    | George Kittle       | TE    | Iowa           |
| 5                               | 177    | Trent Taylor        | WR    | Louisiana Tech |
| 6                               | 198    | D.J. Jones          | DT    | Ole Miss       |
| 6                               | 202    | Pita Taumoepenu     | DE    | Utah           |
| 7                               | 229    | Adrian Colbert      | CB    | Miami          |

## Staff
| Staff dei San Francisco 49ers nel 2017 |
| --- |
| Organi dirigenziali - Co-Chairman: Denise York e John York - Presidente/CEO: Jed York - General Manager: John Lynch Capo allenatore - Capo-allenatore/Coordinatore offensivo – Kyle Shanahan - Assistente capo-allenatore/Tight End – Jon Embree Altri allenatori - Preparatore atletico – Ray Wright Allenatori dell'attacco - Coordinatore gioco sulle corse – Mike McDaniel - Quarterback – Rich Scangarello - Running Back – Bobby Turner - Wide Receiver – Mike LaFleur - Offensive Line – Vacante - Assistente Offensive Line – Vacante - Assistente offensivo – T.C. McCartney Allenatori della difesa - Coordinatore difensivo – Robert Saleh - Assistente difensivo senior - Jason Tarver - Defensive Line – Jeff Zgonina - Assistaete Defensive Line – Vacante - Linebacker – Johnny Holland - Defensive Back – Jeff Hafley - Assistente Defensive Back – Daniel Bullocks - Controllo qualità – Bobby Slowik Allenatori dello special team - Coordinatore special team – Richard Hightower - Assistente – Vacante |

## Roster
| Roster dei San Francisco 49ers nel 2017 |
| --- |
| Quarterback - 3 C.J. Beathard - 10 Jimmy Garoppolo Running Back - 22 Matt Breida - 28 Carlos Hyde - 44 Kyle Juszczyk FB - 31 Raheem Mostert Wide Receiver - 17 Victor Bolden Jr. - 10 Kendrick Bourne - 15 Pierre Garçon - 11 Marquise Goodwin - 19 Aldrick Robinson - 81 Trent Taylor Tight End - 88 Garrett Celek - 85 George Kittle - 82 Logan Paulsen Offensive Linemen - 68 Zane Beadles G - 77 Trent Brown T - 63 Brandon Fusco G - 76 Garry Gilliam T - 67 Daniel Kilgore C - 62 Erik Magnuson G - 74 Joe Staley T - 71 John Theus T - 75 Laken Tomlinson G Defensive Linemen - 91 Arik Armstead DE - 99 DeForest Buckner DT - 95 Tank Carradine DE - 96 Xavier Cooper DT - 58 Elvis Dumervil DE - 93 D.J. Jones DT - 59 Aaron Lynch DE - 90 Earl Mitchell DT - 94 Solomon Thomas DE Linebacker - 54 Ray-Ray Armstrong OLB - 50 Brock Coyle MLB - 56 Reuben Foster OLB - 57 Eli Harold OLB - 55 Pita Taumoepenu OLB - 97 Dekoda Watson OLB Defensive Back - 38 Adrian Colbert FS - 26 Lorenzo Jerome FS - 36 Dontae Johnson CB - 27 Keith Reaser CB - 35 Eric Reid SS - 33 Rashard Robinson CB - 29 Jaquiski Tartt SS - 25 Jimmie Ward FS - 24 K'Waun Williams CB - 23 Ahkello Witherspoon CB Special Team - 9 Robbie Gould K - 86 Kyle Nelson LS - 5 Bradley Pinion P Lista delle riserve - 98 Ronald Blair DE (IR) - 13 Aaron Burbridge WR (IR) - 65 Joshua Garnett G (IR) - 47 Jimmie Gilbert OLB (IR) - 30 Prince Charles Iworah CB (IR) - 43 Chanceller James SS (IR) - 83 B.J. Johnson III WR (IR) - 93 Chris Jones DT (IR) - 20 Don Jones SS (IR) - 48 Donavin Newsom MLB (IR) - 23 Will Redmond CB (IR) - 51 Malcolm Smith OLB (IR) - 32 Joe Williams RB (IR) Squadra di allenamento - -- Ben Boulware MLB - 14 DeAndre Carter WR - 60 John Flynn C - 83 Cole Hikutini TE - 30 Asa Jackson CB - 41 Jeremy McNichols RB - 4 Nick Mullens QB - 66 Noble Nwachukwu DT - 18 DeAndre Smelter WR - 78 Darrell Williams Jr. T 53 attivi, 13 inattivi, 10 nella squadra di allenamento |
| Legenda - I rookie sono in corsivo. - Il primo ruolo è il principale mentre gli eventuali successivi indicano i ruoli secondari. - (IR) sta per Injured Reserve ed indica la lista ristretta per un solo giocatore infortunato che può tornare ad allenarsi dopo la settimana 6 e a rientrare in prima squadra dopo che questa ha giocato 8 partite. - (NF-Inj.) / (NF-Ill.) stanno rispettivamente per Non-Football Injured e Non-Football Illness ed indicano le liste dove viene inserito un giocatore che ha un infortunio o una malattia non dipendente dal football americano. - (PUP) sta per Physically Unable to Perform ed indica la lista dove viene inserito un giocatore mentre è in attesa di recuperare la condizione fisica. Nella stagione regolare dopo la sesta partita giocata dalla propria squadra, il giocatore ha tempo tre settimane per riprendere ad allenarsi, più tre settimane aggiuntive dal suo rientro agli allenamenti per rientrare in prima squadra. |

## Calendario
Il calendario della stagione è stato annunciato il 20 aprile 2017.
| Turno | Data               | Avversario             | Risultato          | Record             | Stadio                        | NFL.com recap      |
| ----- | ------------------ | ---------------------- | ------------------ | ------------------ | ----------------------------- | ------------------ |
| 1     | 10/9               | Carolina Panthers      | S 3–23             | 0–1                | Levi's Stadium                | Recap              |
| 2     | 17/9               | at Seattle Seahawks    | S 9–12             | 0–2                | CenturyLink Field             | Recap              |
| 3     | 21/9               | Los Angeles Rams       | S 39–41            | 0–3                | Levi's Stadium                | Recap              |
| 4     | 1/10               | at Arizona Cardinals   | S 15–18 (DTS)      | 0–4                | University of Phoenix Stadium | Recap              |
| 5     | 8/10               | at Indianapolis Colts  | S 23–26 (DTS)      | 0–5                | Lucas Oil Stadium             | Recap              |
| 6     | 15/10              | at Washington Redskins | S 24–26            | 0–6                | FedExField                    | Recap              |
| 7     | 22/10              | Dallas Cowboys         | S 10–40            | 0–7                | Levi's Stadium                | Recap              |
| 8     | 29/10              | at Philadelphia Eagles | S 10–33            | 0–8                | Lincoln Financial Field       | Recap              |
| 9     | 5/11               | Arizona Cardinals      | S 10–20            | 0–9                | Levi's Stadium                | Recap              |
| 10    | 12/11              | New York Giants        | V 31–21            | 1–9                | Levi's Stadium                | Recap              |
| 11    | Settimana di pausa | Settimana di pausa     | Settimana di pausa | Settimana di pausa | Settimana di pausa            | Settimana di pausa |
| 12    | 26/11              | Seattle Seahawks       | S 13–24            | 1–10               | Levi's Stadium                | Recap              |
| 13    | 3/12               | at Chicago Bears       | V 15–14            | 2–10               | Soldier Field                 | Recap              |
| 14    | 10/12              | at Houston Texans      | V 26–16            | 3–10               | NRG Stadium                   | Recap              |
| 15    | 17/12              | Tennessee Titans       | V 25–23            | 4–10               | Levi's Stadium                | Recap              |
| 16    | 24/12              | Jacksonville Jaguars   | V 44–33            | 5–10               | Levi's Stadium                | Recap              |
| 17    | 31/12              | at Los Angeles Rams    | V 34–13            | 6–10               | Los Angeles Memorial Coliseum | Recap              |

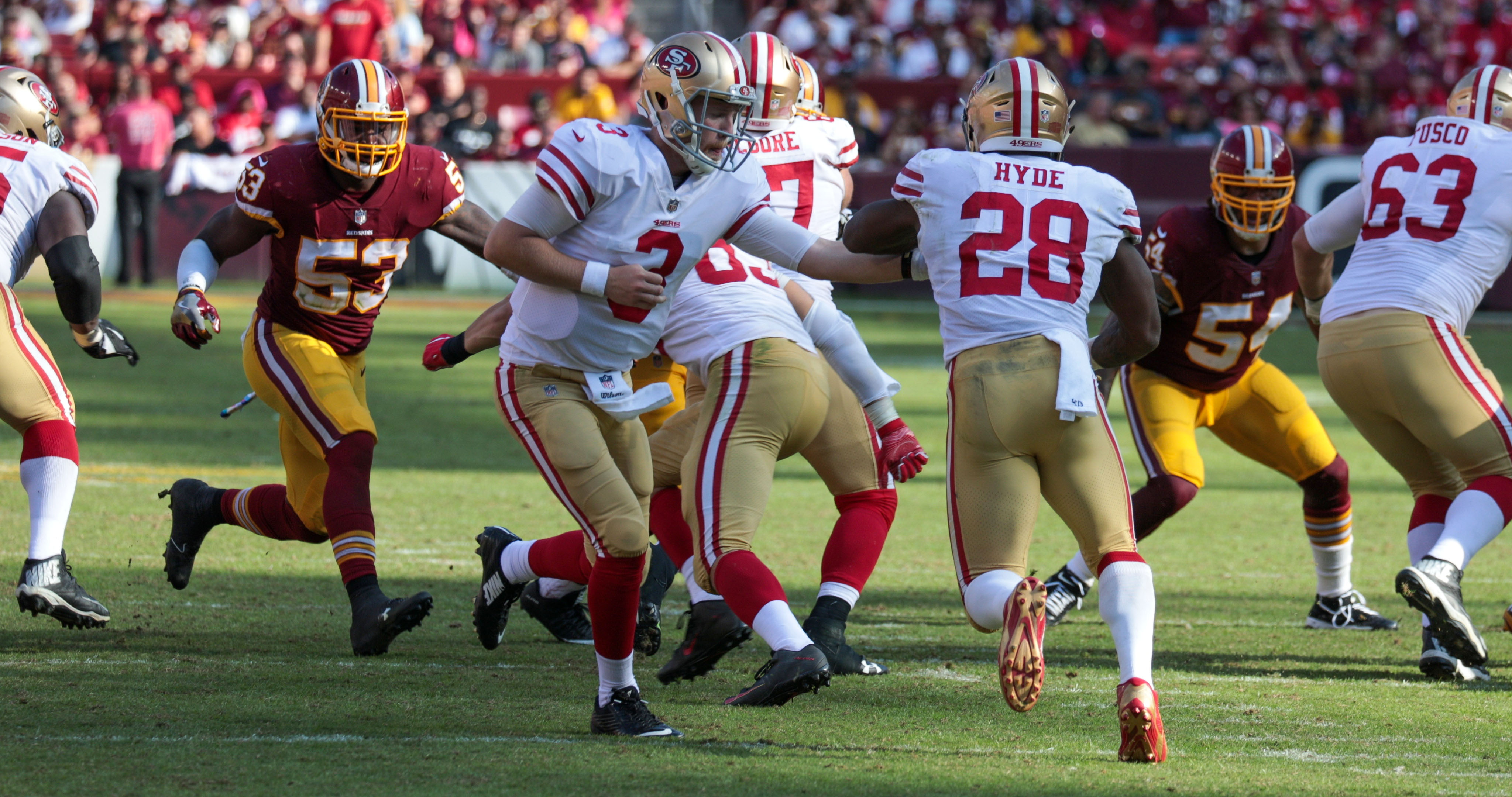
La partita della settimana 6 contro i Redskins

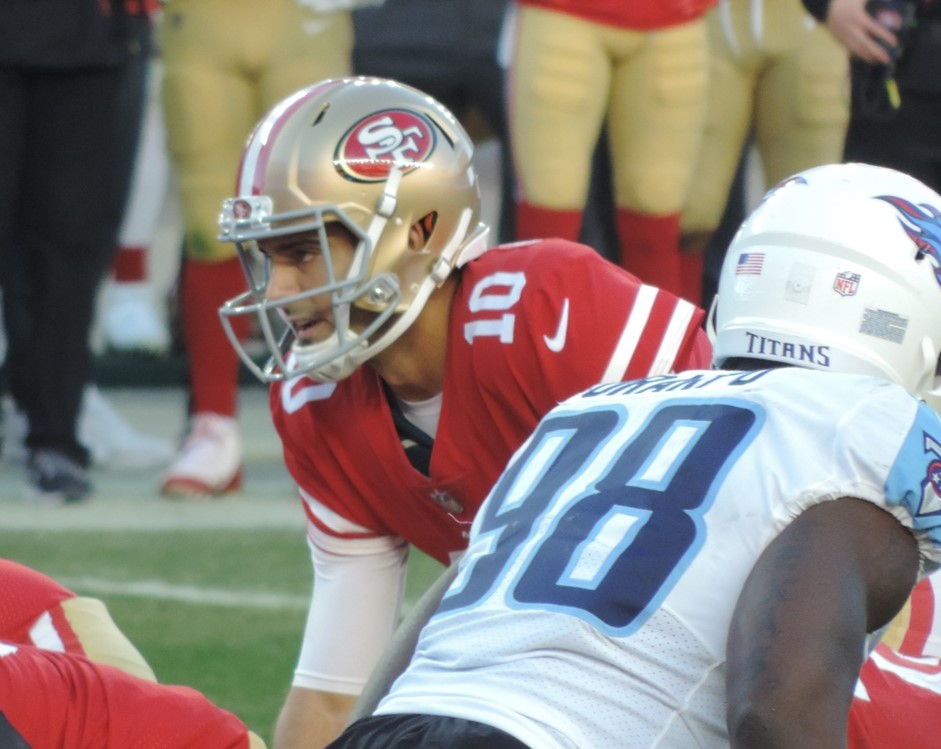
Jimmy Garoppolo, qui nella gara della settimana 15 contro i Titans, è arrivato ai 49ers il 30 ottobre 2017 e ha guidato la squadra a vincere tutte le ultime cinque partite

Gli avversari della propria division sono in grassetto.

## Classifiche

### Division
| NFC West              | NFC West | NFC West | NFC West | NFC West | NFC West | NFC West | NFC West | NFC West | NFC West |
|                       | V        | P        | N        | %        | DIV      | CONF     | PF       | PS       | STR      |
| --------------------- | -------- | -------- | -------- | -------- | -------- | -------- | -------- | -------- | -------- |
| (3) Los Angeles Rams  | 11       | 5        | 0        | .688     | 4–2      | 7–5      | 478      | 329      | P1       |
| Seattle Seahawks 2017 | 9        | 7        | 0        | .563     | 4–2      | 7–5      | 366      | 332      | P1       |
| Arizona Cardinals     | 8        | 8        | 0        | .500     | 3–3      | 5–7      | 295      | 361      | V2       |
| San Francisco 49ers   | 6        | 10       | 0        | .375     | 1–5      | 3–9      | 331      | 383      | V5       |

### Conference
| Classifica della NFC 2017                                | Classifica della NFC 2017  | Classifica della NFC 2017 | Classifica della NFC 2017 | Classifica della NFC 2017 | Classifica della NFC 2017 | Classifica della NFC 2017 | Classifica della NFC 2017 | Classifica della NFC 2017 | Classifica della NFC 2017 | Classifica della NFC 2017 | Classifica della NFC 2017 | Classifica della NFC 2017 |
| #                                                        | Squadra                    | Division                  | V                         | P                         | N                         | %                         | DIV                       | CONF                      | PF                        | PS                        | D                         | STR                       |
| -------------------------------------------------------- | -------------------------- | ------------------------- | ------------------------- | ------------------------- | ------------------------- | ------------------------- | ------------------------- | ------------------------- | ------------------------- | ------------------------- | ------------------------- | ------------------------- |
| Vincitori delle division                                 |                            |                           |                           |                           |                           |                           |                           |                           |                           |                           |                           |                           |
| 1                                                        | xyz* – Philadelphia Eagles | East                      | 13                        | 3                         | 0                         | 81,3%                     | 5-1                       | 10-2                      | 457                       | 295                       | 162                       | P-1                       |
| 2                                                        | xyz – Minnesota Vikings    | North                     | 13                        | 3                         | 0                         | 81,3%                     | 5-1                       | 10-2                      | 382                       | 252                       | 130                       | V-3                       |
| 3                                                        | xy – Los Angeles Rams      | West                      | 11                        | 5                         | 0                         | 68,8%                     | 4-2                       | 7-5                       | 478                       | 329                       | 149                       | P-1                       |
| 4                                                        | xy – New Orleans Saints    | South                     | 11                        | 5                         | 0                         | 68,8%                     | 4-2                       | 8-4                       | 448                       | 326                       | 122                       | P-1                       |
| Wild Card                                                |                            |                           |                           |                           |                           |                           |                           |                           |                           |                           |                           |                           |
| 5                                                        | xw – Carolina Panthers     | South                     | 11                        | 5                         | 0                         | 68,8%                     | 3-3                       | 7-5                       | 363                       | 327                       | 36                        | P-1                       |
| 6                                                        | xw – Atlanta Falcons       | South                     | 10                        | 6                         | 0                         | 62,5%                     | 4-2                       | 9-3                       | 353                       | 315                       | 38                        | V-1                       |
| Non qualificate per i playoff                            |                            |                           |                           |                           |                           |                           |                           |                           |                           |                           |                           |                           |
| 7                                                        | Detroit Lions              | North                     | 9                         | 7                         | 0                         | 56,3%                     | 5-1                       | 8-4                       | 410                       | 376                       | 34                        | V-1                       |
| 8                                                        | Seattle Seahawks           | West                      | 9                         | 7                         | 0                         | 56,3%                     | 4-2                       | 7-5                       | 366                       | 332                       | 34                        | P-1                       |
| 9                                                        | Dallas Cowboys             | East                      | 9                         | 7                         | 0                         | 56,3%                     | 5-1                       | 7-5                       | 354                       | 332                       | 22                        | V-1                       |
| 10                                                       | Arizona Cardinals          | West                      | 8                         | 8                         | 0                         | 50%                       | 3-3                       | 5-7                       | 295                       | 361                       | -66                       | V-2                       |
| 11                                                       | Green Bay Packers          | North                     | 7                         | 9                         | 0                         | 43,8%                     | 2-4                       | 5-7                       | 320                       | 384                       | -64                       | P-3                       |
| 12                                                       | Washington Redskins        | East                      | 7                         | 9                         | 0                         | 43,8%                     | 1-5                       | 5-7                       | 342                       | 388                       | -46                       | P-1                       |
| 13                                                       | San Francisco 49ers        | West                      | 6                         | 10                        | 0                         | 37,5%                     | 1-5                       | 3-9                       | 331                       | 383                       | -52                       | V-5                       |
| 14                                                       | Tampa Bay Buccaneers       | South                     | 5                         | 11                        | 0                         | 31,3%                     | 1-5                       | 3-9                       | 335                       | 382                       | -47                       | V-1                       |
| 15                                                       | Chicago Bears              | North                     | 5                         | 11                        | 0                         | 31,3%                     | 0-6                       | 1-11                      | 264                       | 320                       | -56                       | P-1                       |
| 16                                                       | New York Giants            | East                      | 3                         | 13                        | 0                         | 18,8%                     | 1-5                       | 1-11                      | 246                       | 388                       | -142                      | V-1                       |
| Legenda                                                  |                            |                           |                           |                           |                           |                           |                           |                           |                           |                           |                           |                           |
| w — Qualificata ai playoff come wild card                |                            |                           |                           |                           |                           |                           |                           |                           |                           |                           |                           |                           |
| x — Qualificata ai playoff                               |                            |                           |                           |                           |                           |                           |                           |                           |                           |                           |                           |                           |
| y — Vincitrice della division                            |                            |                           |                           |                           |                           |                           |                           |                           |                           |                           |                           |                           |
| z — Qualificata direttamente al secondo turno di playoff |                            |                           |                           |                           |                           |                           |                           |                           |                           |                           |                           |                           |
| * — Vantaggio del fattore campo nei playoff              |                            |                           |                           |                           |                           |                           |                           |                           |                           |                           |                           |                           |

## Premi individuali

### Pro Bowler
Kyle Juszczyk è stato l'unico giocatore dei 49ers convocato per il Pro Bowl 2018.

### Premi settimanali e mensili
- Reuben Foster:

rookie difensivo del mese di novembre
- Robbie Gould:

giocatore degli special team della NFC della settimana 13
giocatore degli special team della NFC della settimana 15
giocatore degli special team della NFC del mese di dicembre
- Jimmy Garoppolo:

quarterback della settimana 15